# 綿貫陽介 (経営者)
綿貫 陽介（わたぬき ようすけ、1980年12月3日 - ）は、日本の経営者、わたぬき服装合同会社代表者。YouTubeチャンネル「わたぬき社長・アパレルの勝算」のわたぬき社長として活動するYouTuberでもある。
山梨県の裁縫業を営む家に、4人きょうだいの第3子として生まれる。
長じてアパレルの販売に従事するようになったが、後に24歳の時に家業に入って縫製工場を継いだ。
2008年にリネン製品を扱う独自のブランド「wafu.」を立ち上げた。
2023年8月に、YouTubeチャンネルを開設し、1年足らずで15万人を超える登録者を獲得した。